# 機動防衛者Dowl Masters
《機動防衛者Dowl Masters》是佐島勤所著的日本輕小說作品，插圖由tarou2繪畫，由ASCII Media Works出版，中文繁體版則由台灣角川發行。

## 故事簡介
西暦2400年，世界被一個稱為「太陽系開發機構」（簡稱：太陽系聯盟）的大型聯盟所掌握。地球上的人民分別居於不同的「城邦」及「自治區」，並日夜為了資源而發生糾紛。
為了「完全管理」這樣的世界，機動兵器「Titanic Dowl」是必要的。駕駛「Titanic Dowl」的機師會被稱為「Dowl Master」，而他們亦是不同勢力的主要戰力。
居於小田原自治區的早乙女蒼生在一次與橫濱城邦軍的戰鬥中，正當要遭受敵方機體使出致命一擊時，意外覺醒了能力並成為「Exar」。以此為契機，蒼生及其姊朱理一同入學至直屬於太陽系開發機構軍的教育訓練機構「磐都高等訓練學校」，並在宇宙中邂逅駕駛純白專用機「瓏月」的最強Dowl Master－－玲音。

## 主要人物
早乙女蒼生
本作主角之一，居於小田原自治區。在一次與橫濱城邦軍的戰鬥中意外覺醒能力，之後與姊姊朱理一同入讀磐都高等訓練學校。
専用機：因陀羅
玲音＝沃德＝高城
本作主角之一，隸屬「索菲亞」。
専用機：瓏月
早乙女朱理
本作主角之一，蒼生的姐姐。居於小田原自治區。在與橫濱城邦軍一戰後，與弟弟蒼生一同入讀磐都高等訓練學校。
専用機：鐵處女
如月龍一
本作主角之一，居於橫濱城邦。SIMA指數為98。
専用機：娑羯羅

## 用語

### 世界觀
國家解體戰爭
發生在二十二世紀末的一場世界級規模內戰，起源於地底資源爭奪戰。世界各國在背後指使遊擊隊、恐怖分子或犯罪組織暗中對其他國家發動攻擊，但由於性質屬於內戰，因此無法動用核武。部份非正規的武裝部隊在擴展自身力量之後，甚至將勢力延伸至大國及先進國家。
之後，部份地區紛爭越演越烈，針對交通與通訊管道的恐怖攻擊接連發生，而政治機能亦陷入麻痹狀態。最終，世界上只剩下要塞化的封閉型循環環境都市，而都市外亦因為執政者的恐懼而幾乎化為無人的荒野。
經歷了長達三十年的混亂後，由於非正規的武裝部隊互相吞併，戰爭終於終止，而在兩百年間亦先後出現了「城邦」、「自治區」及太陽系聯盟等聚落及組織。
城邦（Polis）
在「國家解體戰爭」後出現的封閉型循環環境都市，有著高聳的城牆、高輸出功率的發電廠與太陽能農業生產廠，幾乎能自給自足。
城邦市民自詡為人類文明的正統繼承者，享受高度機械文明的恩澤，並認定城邦之外為蠻荒之地，不會關心生存在城邦以外的人。
自治區（Auton）
被排除在城邦之外的人們於荒野組成的社群。城邦市民一般稱為「城外區（Outer）」。
磐都宇宙島
位於月球公轉軌道及第四拉格朗日點（L4）的人工天體。史丹福圓環型的宇宙殖民地，自轉時所產生的離心力可模擬地球上的重力。
磐都宇宙島的構造特徴為二重環，內側的環的重力為地面重力的一半，以供機動衛士進行例如Titanic Dowl的操作訓練等的訓練。
磐都高等訓練學校
設置在磐都宇宙島，直屬太陽系開發機構軍的教育訓練機構。

### 組織
太陽系開發機構
大型聯盟，實際上掌握世界，簡稱「太陽系聯盟」。
壟斷管理航空交通手段及位於地底、海底的天然資源，並會協調各城邦之間的利害關係。
索菲亞
太陽系聯盟直屬的機動部隊，全稱為「Special Force With Extra Ability」。擁有名為Exar的高強機動衛士。
由於聯盟不允許戰爭，因此在大多數的情況下，聯盟會派出索菲亞以武力終結戰爭。
傑諾姆斯
反太陽系聯盟的秘密組織，其口號為打破聯盟的獨裁。他們的主要目的是將資源管理的權限交還給出產資源的當地政府。

### 技術
DOWL
正式名稱為「Titanic Dowl」，是一部能將駕駛員的「意念（SIMA）」擴張並使之轉換為物理層面戰鬥能力的人型機動兵器。而DOWL的全寫為「Defender Operated by Wired Linkage」。
SIMA
正式名稱為「Symbolic Image Materialize Ability」，通稱SIMA。
SIMA是源自於個人精神的獨特力量，每個人擅長與否的程度差異相當大。SIMA的強弱是以0～100的指數量度，成為機動衛士的必要指數為50以上，他們會被稱為「SIMAR」；而指數超過100的則會被稱為「Exar」，他們的能力會被稱作「Extra Ability（ExA）」。
神經脈衝掃瞄系統
全寫為「Neural Impulse Tracer Unit」，通稱NITU。
Titanic Dowl的操作系統之一。機師的神經訊號會被操縱服內的感測器讀取，而操作系統便會將訊號轉換為運動指令再傳達給機體。透過掃描神經訊號的操作系統，機動衛士便能穿上名為Titanic Dowl的裝甲，化身為戰場上的巨人士兵。
超能電子裝置
英語「psychic」及「electronics」的合成詞彙。能將機動衛士的精神轉換為現實的物理干涉力的電子回路。
ARECTOR
正式名稱為「All Range Escort-fighter Controlled by Telepathy Order」，是一種基本形狀為扁平三角椎、以遠距感應力操控的支援型無人戰鬥機。
操縱手會於指揮母機上操控機體。平均每名操縱手只能操控一台ARECTOR，熟練的操縱手能同時操控二至四台ARECTOR。
大氣層內外皆能使用。由於ARECTOR體積較小，所能裝載的兵器尺寸相當有限。主武裝為線圈機炮。

## 出版書籍
| 集數 | 日文標題 | ASCII Media Works | ASCII Media Works      | 台灣角川       | 台灣角川               |
| 集數 | 日文標題 | 發售日期          | ISBN                   | 發售日期       | ISBN                   |
| ---- | -------- | ----------------- | ---------------------- | -------------- | ---------------------- |
| 1    |          | 2014年7月10日     | ISBN 978-4-04-866534-6 | 2015年5月27日  | ISBN 978-986-366-500-7 |
| 2    |          | 2014年12月10日    | ISBN 978-4-04-869053-9 | 2015年11月18日 | ISBN 978-986-366-800-8 |
| 3    |          | 2016年1月9日      | ISBN 978-4-04-865659-7 | 2016年12月23日 | ISBN 978-986-473-439-9 |
| 4    |          | 2016年7月9日      | ISBN 978-4-04-892221-0 | 2018年9月27日  | ISBN 978-957-564-424-6 |
| 5    |          | 2018年2月10日     | ISBN 978-4-04-893595-1 | 2019年9月10日  | ISBN 978-957-743-222-3 |